# Nyotini
Nyotini è una suddivisione dell'India, classificata come nagar panchayat, di 7.120 abitanti, situata nel distretto di Unnao, nello stato federato dell'Uttar Pradesh.